# László Gabányi
László Gabányi (Hódmezővásárhely, 15 maggio 1935 – Budapest, 16 giugno 1981) è stato un cestista ungherese.

## Carriera
Con l'Ungheria ha disputato due edizioni dei Giochi olimpici (Roma 1960, Tokyo 1964) e sei edizioni dei Campionati europei (1957, 1959, 1961, 1963, 1967, 1969).